# دكتاتورية دستورية
الدكتاتورية الدستورية هي أحد أشكال الحكومة التي تمارس سلطات دكتاتورية في أثناء حالة الطوارئ. لكن الدكتاتور ليس مطلق اليدين وتظل سلطته محدودة بموجب الدستور.
لقد وضعت الجمهورية الرومانية في البداية نصًا لـ الدكتاتور الذي يحكم لمدة من الزمن ولكن تظل أفعاله قيد المراجعة مع نهاية الفترة الدكتاتورية.
يشتمل دستور الولايات المتحدة في فقرة دكتاتورية مشابهة تنص على أنه يحق للرئيس أن "يرجئ" [كونغرس] الجلسة إلى الوقت الذي يراه مناسبًا". ولكن لا يمكنه القيام بذلك إلا عندما يختلف المجلسان حول وقت الإرجاء.
أبراهام لينكولن، رئيس الولايات المتحدة في زمن الحرب الأهلية الأمريكية، مارس سلطات غير عادية للحفاظ على الاتحاد. ولقد تضمن أفعال لينكولن الدكتاتورية إصدار أوامر ضبط واعتقال مباشرة للانفصاليين وتعليق حق إصدار أمر حضور أمام المحكمة. ولكن ظل لينكولن خاضعًا لمراقبة الكونغرس، والمراجعة القضائية والانتخابات الدورية.
ولقد تبنت جمهورية ألمانيا التي خلفت حكومة ألمانيا الإمبريالية بعد انتهاء الحرب العالمية الأولى، التي كانت تعرف حينئذٍ باسم جمهورية فايمار، نصًا دستوريًا يمكن الرئيس صراحةً من الحكم بموجب قرار رئاسي ودون مشاورة المجلس التشريعي. ولقد استخدم أدولف هتلر هذا النص لتعزيز سلطاته عندما اختاره الرئيس هيندنبورغ ليكون مستشارًا.
فرانكلين روزفلت، رئيس الولايات المتحدة أثناء الكساد الكبير والحرب العالمية الثانية، مارس أيضًا سلطات غير عادية كرد فعل لحالتي الطوارئ هاتين. فتضمنت إجراءات روزفلت التعليق المؤقت لـ حق التعاقد، بما يتعارض مع دستور الولايات المتحدة، وكذلك إغلاق البنوك وتأجيل دفع الديون المستحقة عند حبس الرهن. وفي فترة لاحقة واجه روزفلت تهديدات واضحة من المواطنين اليابانيين والأمريكيين اليابانيين، فأمر روزفلت بإعادة تسكينهم في معسكرات مؤقتة.
في القرن الحادي والعشرين، قدم جون يو، وهو محامٍ ومنظر قانوني، نظرية السلطة غير المقيدة فعليًا التي تدعم السلطة التنفيذية الوحدوية التي ستقدم لرئيس الولايات المتحدة لتكون من سلطاته باعتباره القائد الأعلى للقوات المسلحة. وتمثل نظرية «يو» الأساس المنطقي للعديد من الإجراءات التي قامت بها إدارة الرئيس جورج دبليو بوش منذ هجمات الحادي عشر من سبتمبر 2001.
فبدءًا من روما الكلاسيكية إلى لينكولن، وفايمار وروزفلت ووصولاً إلى نظرية السلطة التنفيذية الوحدوية لـ «جون يو»، تظل فكرة الدكتاتورية الدستورية فكرة قابلة للتطبيق.